# جگوار
جَگوار (به انگلیسی: jaguar) یا پلنگ آمریکایی (نام علمی: Panthera onca) یک گونه از سرده پلنگ‌مانندها و بزرگ‌ترین جانور از تیرهٔ گربه‌سانان در قاره آمریکا به‌شمار می‌آید. جگوار پس از ببر و شیر سومین گربه بزرگ جهان محسوب می‌شود. جگوار، شکارچی رأس هرم غذایی است و از ۸۷ گونه مختلف تغذیه می‌نماید.

## ریشهٔ نام
نام جگوار ریشه در زبان‌های توپیایی-گوارانی که از زبان‌های بومی آمریکا است دارد و سپس وارد دیگر زبان‌ها شده است.

## ویژگی‌ها و اندازه‌ها
طول این گربه‌ها حدود ۱٫۸ تا ۲٫۳ متر است و دم آنها می‌تواند ۶۰ سانتی‌متر دیگر به طول آنها اضافه کند. نرها از ماده‌ها سنگین ترند. میانگین وزن آنها ۱۰۰–۲۰۰ کیلوگرم است اما وزن جگوارهای نر به ۱۵۰ تا ۲۵۰ کیلوگرم و ماده‌ها به ۸۰ تا ۱۳۰ کیلوگرم می‌رسد. پوست لکه‌دار و زیبای جگوار آن را در جنگل استتار می‌کند. رنگ بدن آن‌ها از زرد روشن تا قهوه‌ای مایل به سرخ متغیّر است و حاوی خال‌های سیاه می‌باشد. که به صورت گل رز با یک نقطه سیاه در مرکز قرار گرفته است جگوار شباهت زیادی به پلنگ دارد اما پلنگ بدون نقطه سیاه مرکزی است. در امتداد خط وسط پشت جگوار یک ردیف از لکه‌های سیاه بلند وجود دارد که ممکن است به صورت یک نوار ادغام شوند. رنگ پایه جگوار از سفید تا سیاه بسیار متفاوت است. اگرچه جگوارهای قهوه‌ای و سیاه به نظر تک‌رنگ هستند، اما لکه‌ها همیشه به صورت کم رنگ دیده می‌شوند.تفاوت دیگر در شکل بدن جگوار است جگوارها بزرگتر و حجیم تر از پلنگ‌ها هستند اندازه و شکل سر بین دو گربه به اندازه کافی متفاوت است که به شما امکان می‌دهد تفاوت را با دیدن تشخیص دهید. پلنگ‌ها دارای سرهای نسبتاً کوچک و زاویه‌ای هستند که دارای گونه‌های تیز و خطوطی برجسته هستند. در مقایسه، جگوارها سر بزرگتر و صورت گردتر دارند و گوش‌های برجسته کمتری دارند. تعداد کمی از جگوارها کاملاً به رنگ مشکی هستند و کمتر از ۶ درصد جمعیت جگوارها را تشکیل می‌دهند.

## رفتارشناسی

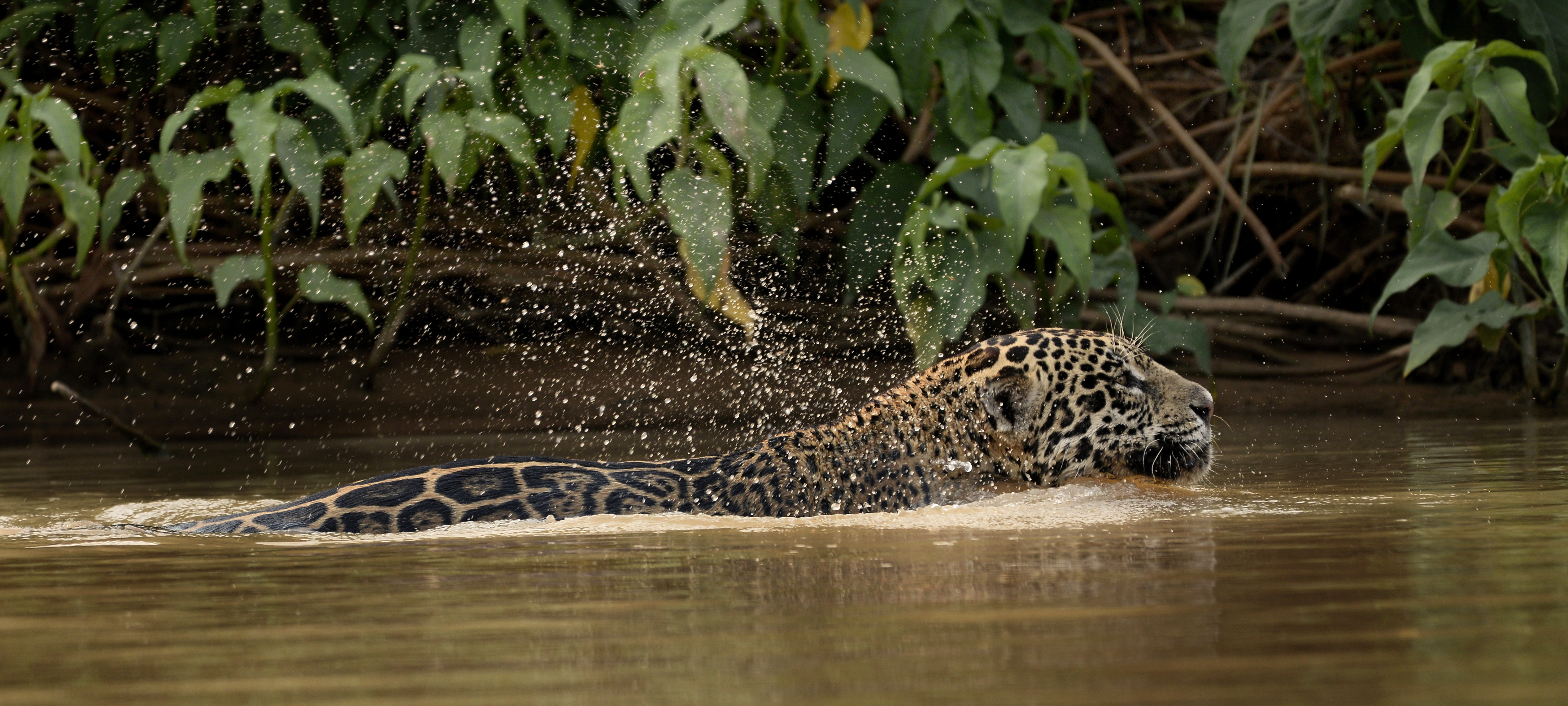
جگوار در حال شنا

این جانوران تنها زندگی می‌کنند و اصولاً شب‌فعال‌اند. جگوار می‌تواند مانند پلنگ به سرعت از درخت‌ها بالا برود و خود را پنهان کند و در کمین بنشیند. آن‌ها شناگران خوبی نیز هستند و گاهی ماهی می‌خورند. جگوار به کمک پنجه و آروارهٔ نیرومندش می‌تواند شکارهای بزرگی مانند تاپیر، میمون و گوزن را از پا درآورد. شکار اصلی‌اش پکاری و کاپی بارا است ولی اگر مجبور شود، سراغ خزندگان و لاک‌پشتها می‌رود و حتی گاهی تمساح و آناکوندا نیز شکار می‌کند. این جانور می‌تواند مانند سایر گربه‌سانان به سرعت‌های بالا رسیده و آن را برای زمان کوتاهی حفظ کند. به همین دلیل باید به طعمهٔ خود بسیار نزدیک شود تا بتواند او را شکار کند. جگوارها از جانوران بسیاری از جمله بزکوهی، آهو، سمور، پرندگان، لاک‌پشت‌ها، خوک‌های وحشی، خوک‌های پوزه دراز مالایا و ماهی تغذیه می‌کنند.

## بوم‌شناسی و محل زندگی
محّل زندگی جگوار از شمال آرژانتین در آمریکای جنوبی تا جنوب غربی ایالات متّحده در آمریکای شمالی است. این جانوران در جنگل‌های گرمسیری پر باران و معمولاً در کنار آب زندگی می‌کنند. جگوارها در قلمروهای وسیعی زندگی می‌کنند به طوری که جگوار ماده به حداقل ۲۵ کیلومتر مربع قلمرو نیاز دارد و قلمرو نر بسیار بیشتر است. محدوده زیستگاه‌ها با هم تداخل دارد ولی همسایه‌ها برای کاهش درگیری از هم دوری می‌کنند.

## وضعیت بقا

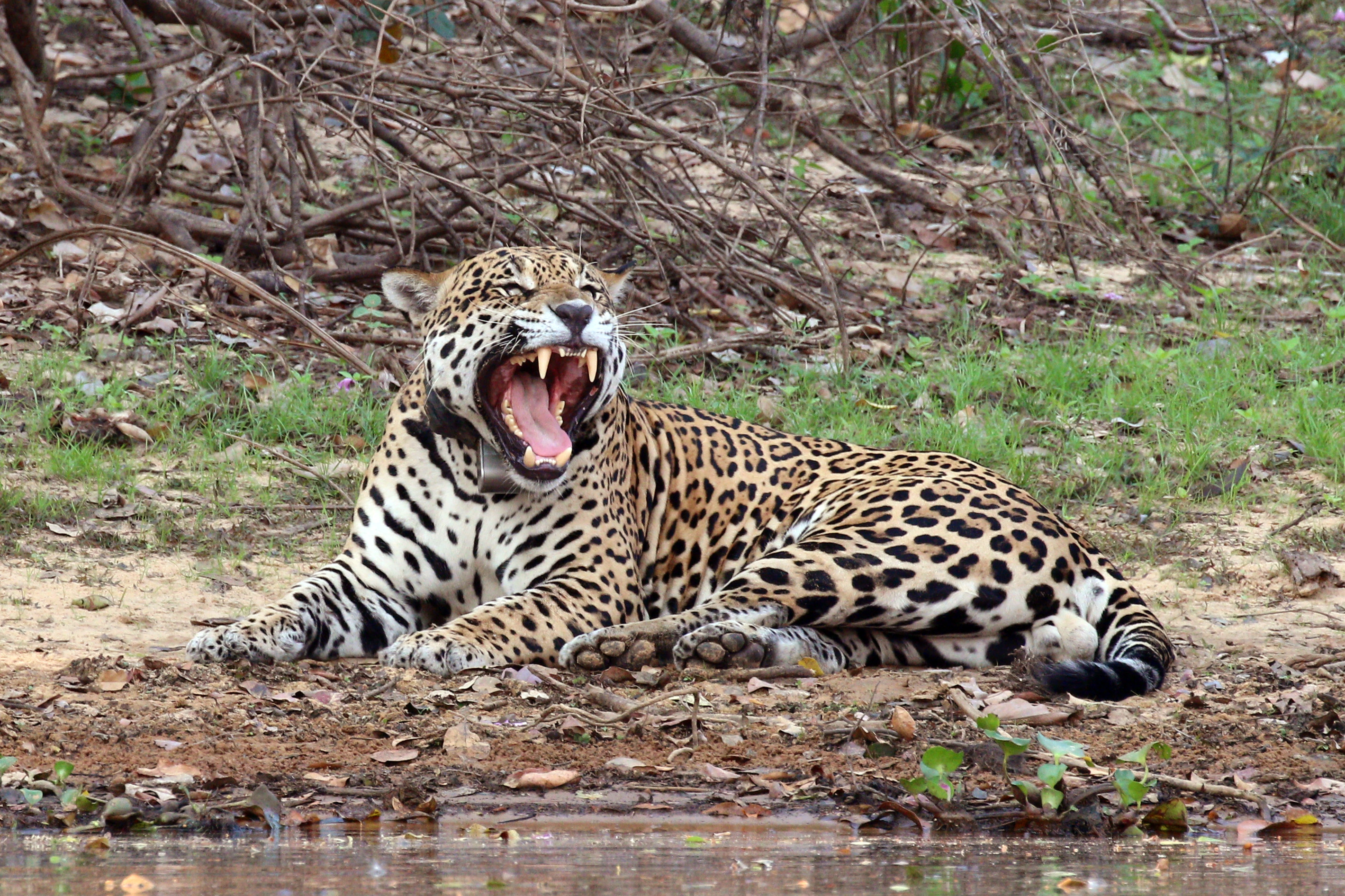
نگاره‌ای از یک جگوار نر هنگام خمیازه کشیدن در کنارهٔ آب در تالاب پانتانال، برزیل.

جگوارهای ماده پس از ۹۳ تا ۱۰۵ روز بارداری یک تا چهار توله می‌زایند و در مکانی امن از آن‌ها نگهداری می‌کنند. بچه‌ها حدود دو سال کنار مادر می‌مانند. اکنون این جانور در بسیاری از بخش‌ها در خطر انقراض قرار گرفته است. انسان جگوار را برای خزش و نیز به دلیل اینکه به گاوها حمله می‌کند شکار می‌کند. جگوار در اسارت تا ۲۳ سال عمر کرده است.

## در افسانه‌ها و فرهنگ‌ها
در فرهنگ مردم آمریکای مرکزی و جنوبی جگوار سابقه طولانی دارد و نماد قدرت به حساب می‌آید. در فیلم سینمایی آپوکالیپتو شخصیت اصلی داستان پس از تحت تعقیب قرار گرفتن توسط یک جگوار سیاه دچار تحول می‌شود.